# 魔法陣グルグル (1994年のアニメ)
『魔法陣グルグル』（まほうじんグルグル）は、衛藤ヒロユキによる同名の漫画作品を原作とするテレビアニメ。1994年10月から1995年9月まで、朝日放送（ABCテレビ）の製作で全45話が放送された。
本項では、テレビシリーズ第1作と同じスタッフ・キャストが共通する1996年公開の劇場版についても解説する。

## 概要
『魔法陣グルグル』初のアニメーション作品。1994年10月13日から1995年9月14日まで全45話がABCテレビ製作により、テレビ朝日系列にて放送された。放送時間 (JST) は木曜19時30分から19時58分（1995年4月以降は20時00分まで）。最高視聴率は1994年11月17日に放送された第5話「ノコギリ山でダンジョン探検」の13.9%、全45話の平均視聴率は10.3%。
ストーリーは、第31話までが原作第4巻まで、第32話からはアニメオリジナルとなっている。アニメオリジナル部分にも、原作者のアイデアが豊富に散りばめられており、原作と同じように凝ったギャグが多く、アニメ作品としての意識が高かった。
制作は日本アニメーションが担当しているが、当初はサンライズで制作される予定だった。2018年現在では、テレビ朝日系列で放送された最後の日本アニメーション単独制作アニメである。また、タカラ（現在のタカラトミー）による番組スポンサーと玩具展開は、前番組の『平成イヌ物語バウ』（テレビ朝日制作）から引き継がれている。
今作では作画監督を主に野口大蔵（中盤から原憲一）、岡迫亘弘、浜田勝、田中穣、加瀬政広の5人でローテーションしていたが、総作画監督に当たる人物がいなかった。
2000年にテレビ東京系で放送された『ドキドキ♡伝説 魔法陣グルグル』は第1作の放送時にアニメ化されなかった原作エピソードの補完的な内容となっているが、ストーリーに整合性を持たせるため第1作で既出のエピソードが一部流用されている他、キャストも一部変更されている。

## 登場人物
- ニケ - 瀧本富士子
- ククリ - 吉田古奈美
- キタキタおやじ（アドバーグ・エルドル） - 緒方賢一
- ギップル - 高乃麗
- ゲイル - 高木渉
- エナ - 萩原果林
- 魔法オババ（イザベル＝クリスチーナ） - 山本圭子
- ウルガ13世 - 池田勝
- ルンルン・フェルメール - 松井菜桜子
- 闇の総裁 - 西川幾雄
- ザザ・ドルドル - 石川寛美
- ミグ・ドルドル - こおろぎさとみ
- トマ・パロット、さっぱり妖精 - 神代知衣
- ジュジュ・クー・シュナムル - 天野由梨
- レイド - 鳥海勝美
- カヤ - 納谷六朗
- ラジニ - 千葉耕市
- ゴチンコ - 安西正弘
- バド - 増岡弘
- レナ - 井上喜久子
- ギリ - 笹岡繁蔵→大友龍三郎
- ナレーター - 横尾まり

## 魔法
ここでは本作または劇場版オリジナルの魔法について解説する。原作が初出の魔法については魔法陣グルグル#魔法を参照。

### グルグル
巨人の微笑み
グルグルレベル2の魔法。遠くの山に巨人が出現し、そこからずっとこちらをみつめ続ける。視線がうっとうしいが、ただそれだけ。
スペシャル・パワー・アップ
グルグルレベル3の魔法。魔法陣の所定の位置にいる者を3分間パワーアップさせる。パワーアップの効果は1人3種類用意されており、ランダムで選ばれるが、そのうち1つはハズレ。

封印の魔法陣
グルグルレベル3の魔法。かつてギリを封印したという。最大で300年間封印することが可能だが、ククリが使用した当時の魔力では1分間が限度であった。300年前のミグミグ族は、これを基に「恋するハート」を完成させたという。ただ、この魔法陣の背景にはある惨劇があり、これを知ったククリは怖くて使えなかった。
ものすごいツメみがき
グルグルレベル3の魔法。出現したネコがすりガラスで爪を研いで強烈な不快音を出し、その音を聴いたものを麻痺させる。
おともだち召喚
劇場版では、グルグルレベル4の魔法。魔法陣の中央に友人の似顔絵を書くと、その者を10分間だけ召喚する。後に原作漫画の続編『魔法陣グルグル2』へフィードバックされた。
おつきさま召喚（劇場版）
グルグルレベル5の魔法。おつきさまを召喚し、星の雨を降らす。
どきどきパンプキン（劇場版）
グルグルレベル5の魔法。ハロウィンに用いるカボチャのお化けのようなものが炎を吐き敵を攻撃する。複数の敵に有効。へびいちごと同系統の植物系魔法。

### 闇魔法
ファイナル・ダークサンシャイン
おぞましい黒色の球体を飛ばし対象を包み込む。見た目はカッコいい攻撃魔法に見えるが、効能は相手のダメージを癒す回復魔法。

### 光魔法
サンダー
電撃を出す。エナが使用。
トルネード
竜巻を引き起こす。エナが使用。
鶴に代わって恩返しよ
ツルのイメージを具現化するエナの攻撃魔法。効果は不明。
風のつるくさ
エナが使用する風の魔法。風の精霊（ギップル）の力を借り、相手を光のつるくさで縛り付ける。見た目は神秘的だが、背後にふんどし丸出しのギップルが浮遊しているので台無しである。
バラの滝登り
無数のバラの花を具現化した上に自らの容姿を極端に美化し、相手を見とれさせる魔法。「カッコいいポーズ」に類似するが効力は及ばず、ククリには「気持ち悪い」と一蹴された。

#### キラキラ
光魔法の最高峰。勇者だけが使える。自然界のあらゆるエネルギーを剣の形で取り出すもので、原作と異なり仙人ビケインから教わった。作中では「魔法剣キラキラ」と呼ばれる。原作のようにニケを象ったものではなく、刀身が光でできたごく普通の外見の剣となる。
おやじの剣
「自分の剣」を取り出そうとした際、手違いで衝突したキタキタおやじのエネルギーと混ざってできてしまった剣。目にも留まらぬ速さで連続して敵の体を突き、無理矢理キタキタ踊りを踊らせることで相手の体力を減らす。
学校の剣
「自分の剣」を取り出そうとした際、手違いで学校校舎のエネルギーを引き抜いてできてしまった剣。鳩時計のような剣の先端から先生人形が飛び出し、下らないとんちのなぞなぞを出して相手が考え込んだ隙に切りつける。
氷の剣
氷のエネルギーを利用したキラキラ。貫いた相手を瞬時に氷結させ粉々に砕く。強力だが柄まで氷で出来ているため、長い間持っていられない。
ゲイルの剣（ドラマCD2）
助太刀に参上したキタキタおやじがニケにぶつかり、その反動でニケがゲイルにぶつかった瞬間にキラキラが発動したためできたもの。甲高い声で「ちょっと待ったー！俺が真の勇者だー！」などと叫ぶ。光ったり炎を出したりと見かけは強そうだが、敵の攻撃であっさり折れる。

## スタッフ
- 製作 - 本橋浩一
- 企画・製作管理 - 本橋寿一
- 音楽 - 中村暢之[注 2]
- キャラクターデザイン - 加瀬政広
- 美術監督 - 千葉みどり
- プロデューサー - 依田正和（ABC）、田中伸明
- 監督 - 中西伸彰
- 音響監督 - 向山宏志
- 色彩設計 - 大平敬志
- 撮影監督 - 金沢章男→森口洋輔
- 編集 - 名取信一、目黒広志、寺野剛
- 効果 - 庄司雅弘
- 選曲 - 合田豊
- 版権管理 - 西国晃
- 制作デスク - 牛島浩→小竿俊一
- 制作 - ABC、日本アニメーション

## 主題歌
オープニングテーマ
「MAGIC OF LOVE」（第1話 - 第31話）
作詞 - Miss.tee+Nohzy / 作曲・編曲 - 保泉ヒロ / 唄 - TOo's
「晴れてハレルヤ」（第32話 - 第45話）
作詞・作曲・唄 - 奥井亜紀 / 編曲 - 小野寺明敏

エンディングテーマ
「Wind Climbing 〜風にあそばれて〜」（第1話 - 第26話）
作詞・作曲・唄 - 奥井亜紀 / 編曲 - 小野寺明敏
「もう止まらない」（第27話 - 第45話）
作詞 - 多田紀彦 / 作曲 - 立井幹也 / 唄 - SLAP STICKS

## ネット局
| 放送対象地域  | 放送局           | 系列           | ネット形態 | 備考              |
| ------------- | ---------------- | -------------- | ---------- | ----------------- |
| 近畿広域圏    | 朝日放送         | テレビ朝日系列 | 制作局     |                   |
| 北海道        | 北海道テレビ     | テレビ朝日系列 | 同時ネット |                   |
| 青森県        | 青森朝日放送     | テレビ朝日系列 | 同時ネット |                   |
| 宮城県        | 東日本放送       | テレビ朝日系列 | 同時ネット |                   |
| 秋田県        | 秋田朝日放送     | テレビ朝日系列 | 同時ネット |                   |
| 山形県        | 山形テレビ       | テレビ朝日系列 | 同時ネット |                   |
| 福島県        | 福島放送         | テレビ朝日系列 | 同時ネット |                   |
| 関東広域圏    | テレビ朝日       | テレビ朝日系列 | 同時ネット |                   |
| 新潟県        | 新潟テレビ21     | テレビ朝日系列 | 同時ネット |                   |
| 長野県        | 長野朝日放送     | テレビ朝日系列 | 同時ネット |                   |
| 静岡県        | 静岡朝日テレビ   | テレビ朝日系列 | 同時ネット |                   |
| 石川県        | 北陸朝日放送     | テレビ朝日系列 | 同時ネット |                   |
| 中京広域圏    | 名古屋テレビ     | テレビ朝日系列 | 同時ネット |                   |
| 広島県        | 広島ホームテレビ | テレビ朝日系列 | 同時ネット | [ 注 3 ]          |
| 山口県        | 山口朝日放送     | テレビ朝日系列 | 同時ネット |                   |
| 香川県 岡山県 | 瀬戸内海放送     | テレビ朝日系列 | 同時ネット |                   |
| 愛媛県        | 愛媛朝日テレビ   | テレビ朝日系列 | 同時ネット | 1995年4月開局から |
| 福岡県        | 九州朝日放送     | テレビ朝日系列 | 同時ネット |                   |
| 長崎県        | 長崎文化放送     | テレビ朝日系列 | 同時ネット |                   |
| 熊本県        | 熊本朝日放送     | テレビ朝日系列 | 同時ネット |                   |
| 大分県        | 大分朝日放送     | テレビ朝日系列 | 同時ネット | 原作者出身地      |
| 鹿児島県      | 鹿児島放送       | テレビ朝日系列 | 同時ネット |                   |

## 各話リスト
| 話数 | サブタイトル                  | 脚本       | コンテ           | 演出             | 作画監督 | 放送日          |
| ---- | ----------------------------- | ---------- | ---------------- | ---------------- | -------- | --------------- |
| 1    | 旅立ち！ニケとククリの大冒険  | 小松崎康弘 | 中西伸彰         | 藤本次朗         | 武内啓   | 1994年 10月13日 |
| 2    | 真の勇者は？コーダイ城決戦    | 小松崎康弘 | ワタナベシンイチ | ワタナベシンイチ | 野口大蔵 | 10月20日        |
| 3    | 強敵モンスターと初対決！      | 小山眞弓   | 石崎すすむ       | 石崎すすむ       | 岡迫亘弘 | 11月3日         |
| 4    | 急げニケ！さらわれたククリ    | 北条千夏   | 高田淳           | 高田淳           | 浜田勝   | 11月10日        |
| 5    | ノコギリ山でダンジョン探検    | 三井秀樹   | 酒井伸次         | 酒井伸次         | 田中穣   | 11月17日        |
| 6    | 洞窟のボス！カセギゴールド    | 小松崎康弘 | 浦中和           | 藤本次朗         | 加瀬政広 | 11月24日        |
| 7    | 恐るべき魔法！ベームベーム    | 小山眞弓   | ワタナベシンイチ | ワタナベシンイチ | 野口大蔵 | 12月1日         |
| 8    | 怪奇！キタキタ踊りの伝説      | 三井秀樹   | 石崎すすむ       | 石崎すすむ       | 岡迫亘弘 | 12月8日         |
| 9    | ククリの秘密 初めてのお友だち | 北条千夏   | 佐藤浩史         | 高田淳           | 浜田勝   | 12月15日        |
| 10   | 闇の少女 かくされた魔法陣！   | 三井秀樹   | 酒井伸次         | 酒井伸次         | 田中穣   | 12月29日        |
| 11   | 闇魔法結社 ククリは神様？     | 北条千夏   | 中西伸彰         | 藤本次朗         | 加瀬政広 | 1995年 1月12日  |
| 12   | ピンチ！グルグルが描けない    | 小松崎康弘 | ワタナベシンイチ | ワタナベシンイチ | 野口大蔵 | 1月19日         |
| 13   | 新たなる冒険！ゲルニ大陸      | 小山眞弓   | 石崎すすむ       | 石崎すすむ       | 岡迫亘弘 | 1月26日         |
| 14   | 修業開始！ククリの山ごもり    | 小山眞弓   | 佐藤浩史         | 高田淳           | 浜田勝   | 2月2日          |
| 15   | 極めろ！レベルアップへの道    | 北条千夏   | 酒井伸次         | 酒井伸次         | 田中穣   | 2月9日          |
| 16   | 魔王降臨！シュギ村絶体絶命    | 三井秀樹   | 小林常夫         | 藤本次朗         | 加瀬政広 | 2月16日         |
| 17   | 戦う魔法使い ジュジュの正体！ | 小松崎康弘 | 川島宏           | 川島宏           | 野口大蔵 | 2月23日         |
| 18   | 第一の封印 選ばれたニケ！     | 小松崎康弘 | 石崎すすむ       | 石崎すすむ       | 岡迫亘弘 | 3月2日          |
| 19   | 最後の修業！ククリ試練の時    | 北条千夏   | 佐藤浩史         | 高田淳           | 浜田勝   | 3月9日          |
| 20   | 奇跡！二つの腕輪が出会う時    | 三井秀樹   | 酒井伸次         | 酒井伸次         | 田中穣   | 3月16日         |
| 21   | さらばシュギ村！旅立ちの時    | 小山眞弓   | 藤本次朗         | 藤本次朗         | 加瀬政広 | 3月23日         |
| 22   | ブタの王子様復活大作戦！前編  | 小松崎康弘 | 石崎すすむ       | 石崎すすむ       | 岡迫亘弘 | 4月6日          |
| 23   | ブタの王子様復活大作戦！後編  | 小松崎康弘 | 川島宏           | 川島宏           | 野口大蔵 | 4月6日          |
| 24   | アッチ村騒動！黒い絵本の怪    | 小山眞弓   | 松浦錠平         | 高田淳           | 浜田勝   | 4月13日         |
| 25   | 刺客！魔界からの使者レイド    | 北条千夏   | 酒井伸次         | 酒井伸次         | 田中穣   | 4月20日         |
| 26   | レイド襲来！ラピの泉に願う    | 三井秀樹   | 斎藤次郎         | 藤本次朗         | 加瀬政広 | 5月4日          |
| 27   | ついに発見！美しき妖精の村    | 小山眞弓   | 石崎すすむ       | 石崎すすむ       | 岡迫亘弘 | 5月11日         |
| 28   | 炸裂！ククリのラブアタック    | 北条千夏   | 川島宏           | 川島宏           | 野口大蔵 | 5月18日         |
| 29   | 絶体絶命！毒にやられた勇者    | 三井秀樹   | 佐藤浩史         | 高田淳           | 浜田勝   | 5月25日         |
| 30   | 発見！礼拝堂に残された遺産    | 小松崎康弘 | ワタナベシンイチ | 酒井伸次         | 田中穣   | 6月1日          |
| 31   | 旅立ち！遺言に託された使命    | 三井秀樹   | 斎藤次郎         | 藤本次朗         | 加瀬政広 | 6月8日          |
| 32   | コッチ村のいけにえを救え！    | 小松崎康弘 | 石崎すすむ       | 石崎すすむ       | 岡迫亘弘 | 6月15日         |
| 33   | 目ざめろ光の力！ニケの修行    | 小松崎康弘 | 善聡一郎         | 善聡一郎         | 原憲一   | 6月22日         |
| 34   | ポトマ学園で魔法のお勉強！    | 三井秀樹   | 高田淳           | 高田淳           | 浜田勝   | 6月29日         |
| 35   | 作ろう！伝説のグルグルパイ    | 小山眞弓   | 酒井伸次         | 酒井伸次         | 田中穣   | 7月6日          |
| 36   | 魔法でバトル！優勝は誰だ      | 北条千夏   | ワタナベシンイチ | 藤本次朗         | 加瀬政広 | 7月13日         |
| 37   | ククリに恋のライバル現る!?    | 小山眞弓   | 石崎すすむ       | 石崎すすむ       | 岡迫亘弘 | 7月20日         |
| 38   | レベルアップだ！奇跡のネコ    | 三井秀樹   | 高田淳           | 高田淳           | 浜田勝   | 7月27日         |
| 39   | 風を呼び戻せ！龍の住む谷      | 小松崎康弘 | 善聡一郎         | 善聡一郎         | 原憲一   | 8月3日          |
| 40   | 神秘！村を救ったメケメケ様    | 北条千夏   | 酒井伸次         | 酒井伸次         | 田中穣   | 8月10日         |
| 41   | ゲイルとエナ…真の愛情物語     | 三井秀樹   | 藤本次朗         | 藤本次朗         | 加瀬政広 | 8月17日         |
| 42   | 人魚の秘宝で結婚式パニック    | 小山眞弓   | 石崎すすむ       | 石崎すすむ       | 岡迫亘弘 | 8月24日         |
| 43   | 打倒ギリ！パーティー結成へ    | 北条千夏   | ワタナベシンイチ | 高田淳           | 浜田勝   | 8月31日         |
| 44   | レイドの挑戦！ニケ絶体絶命    | 三井秀樹   | 善聡一郎         | 善聡一郎         | 原憲一   | 9月7日          |
| 45   | 最後の戦い 死闘！魔王城決戦   | 小松崎康弘 | 中西伸彰         | 酒井伸次         | 田中穣   | 9月14日         |

## 劇場アニメ
『劇場版 魔法陣グルグル』は、テレビアニメでの好評を受けて1996年4月20日公開の3本立て映画『少年ガンガン・劇場アニメフェスティバル'96』のうちの1本として松竹富士配給で築地松竹セントラル2、新宿ピカデリー3ほか全国の松竹洋画系で公開された作品。同時上映は『ドラゴンクエスト列伝 ロトの紋章』『ハーメルンのバイオリン弾き』。原作者のアイデアによる完全オリジナルの短編。ストーリーはアニメ第1作のその後として描かれている。動員人数は最高で約28万人、合計で約167万人。

### スタッフ（劇場版）
- 製作 - 本橋浩一、千田幸信
- 企画 - 保坂嘉弘、本橋寿一
- 脚本 - 三井秀樹
- 音楽 - 中村暢之
- キャラクターデザイン・作画監督 - 加瀬政広
- 美術監督 - 千葉みどり
- 製作管理 - 真木透、遠藤重夫
- プロデューサー - 田中伸明
- 監督 - 中西伸彰
- 録音演出 - 向山宏志
- 撮影監督 - 森口洋輔
- 色彩設計 - 大平敬志
- 編集 - 名取信一
- 効果 - 庄司雅弘
- 選曲 - 合田豊
- 制作担当 - 岩崎秀紀
- 配給 - 松竹富士

### 登場人物（劇場版）
- ハットン - 千葉繁
- ビストン - 二又一成
- バートン - 堀内賢雄
- バグトン - 塩屋浩三

- モッコロ長老 - 龍田直樹
- メガロドラゴン - 郷里大輔
- タテジワ隊長 - 鈴木勝美

### 主題歌（劇場版）
オープニングテーマ「金のトビラ」
作詞・作曲・編曲 - 衛藤ヒロユキ / 唄 - SATOMI KIHARA（木原さとみ）with RADIO HEART（衛藤ヒロユキ、松武秀樹）
エンディングテーマ「LOVE GOES」
作詞 - 伊秩弘将、shungo. / 作曲・歌 - HIM / 編曲 - HIM、水島康貴

## 関連商品
アニメ第1作・劇場版関連の商品。サウンドトラック他の関連CD、ミュージックビデオについては魔法陣グルグルのディスコグラフィを参照。

### 書籍
- フィルムコミック『TVアニメ版コミックス 魔法陣グルグル』（全5巻） エニックス
- アニメの資料本
  - 『魔法陣グルグル TVアニメ版スペシャル キャラクター大百科』エニックス ISBN 4-87025-808-0
  - 『魔法陣グルグルふしぎ大図鑑』（テレビマガジングレート百科 51） 講談社 ISBN 978-4-06-323051-2
- 劇場版の資料本
  - 『少年ガンガン 劇場アニメフェスティバル'96』エニックス ISBN 4-87025-884-6
- 絵本
  - 『講談社のテレビ絵本 魔法陣グルグル』（全10巻） 講談社
  - 『講談社のテレビ絵本 ドキドキ♡伝説 魔法陣グルグル』講談社 ISBN 4-06-344136-9
  - 『魔法陣グルグル ぎんはがしゲームえほん』（たの幼TVデラックス 59） 講談社 ISBN 4-06-177459-X
  - 『ポプラ社の新・小さな童話 アニメ魔法陣グルグル』ポプラ社 ISBN 4-591-04651-6
  - 『ショウワコーのとびだすえほん・ゴールド版 魔法陣グルグル』ショウワワコー ISBN 4-948734-93-4

### 映像ソフト
TV第1作
- VHS『魔法陣グルグル』 （ソニー・ミュージックエンタテインメント）(現在は廃盤)
  1. （1995年5月21日）
  2. （1995年5月21日）
  3. （1995年7月21日）
  4. （1995年7月21日）
  5. （1995年9月21日）
  6. （1995年9月21日）
  7. （1995年11月22日）
  8. （1995年11月22日）
  9. （1996年1月21日）
  10. （1996年1月21日）
  11. （1996年1月21日）

- LD『魔法陣グルグルLD BOX』 12枚組（完全予約限定版） （ソニー・ミュージックエンタテインメント）（1996年07月21日）(現在は廃盤)
- DVD『魔法陣グルグル グルグルBOX』 （バンダイビジュアル）
  1. （2000年11月25日）
  2. （2001年2月25日）

  - DVD『EMOTION the Best 魔法陣グルグル DVD-BOX』 （バンダイビジュアル）
    1. （2012年5月25日）
    2. （2012年5月25日）

劇場版
- VHS『魔法陣グルグル 劇場版』 （ソニー・ミュージックエンタテインメント）（1996年7月21日）(現在は廃盤)
- LD『魔法陣グルグル 劇場版 てんこもりスペシャル』 （ソニー・ミュージックエンタテインメント）（1997年1月22日）(現在は廃盤)
- DVD『魔法陣グルグル 劇場版』 （SME・ビジュアルワークス）（2001年1月24日）
  - DVD『Lucky Price★2000 魔法陣グルグル 劇場版』 （SME・ビジュアルワークス）（2002年12月04日）

## 勇者とククリの大冒険
『魔法陣グルグル 〜勇者とククリの大冒険〜』のタイトルでタカラ（当時、のちタカラトミー）から1995年4月28日に発売されたゲームボーイ用ソフト。内容はノコギリ山までの内容をアニメの展開に沿って低年齢層向けの難易度で構成したミニゲーム集で、ゲーム開始時にニケとククリのどちらを操作するか選択できる。ゲームとしてのまとまりは良く、原作要素もふんだんに盛り込まれているため、ファンからは好評な作品であった。
ゲーム誌『ファミコン通信』の「クロスレビュー」では合計21点（満40点）となっている。